# 布爾查德法律格言

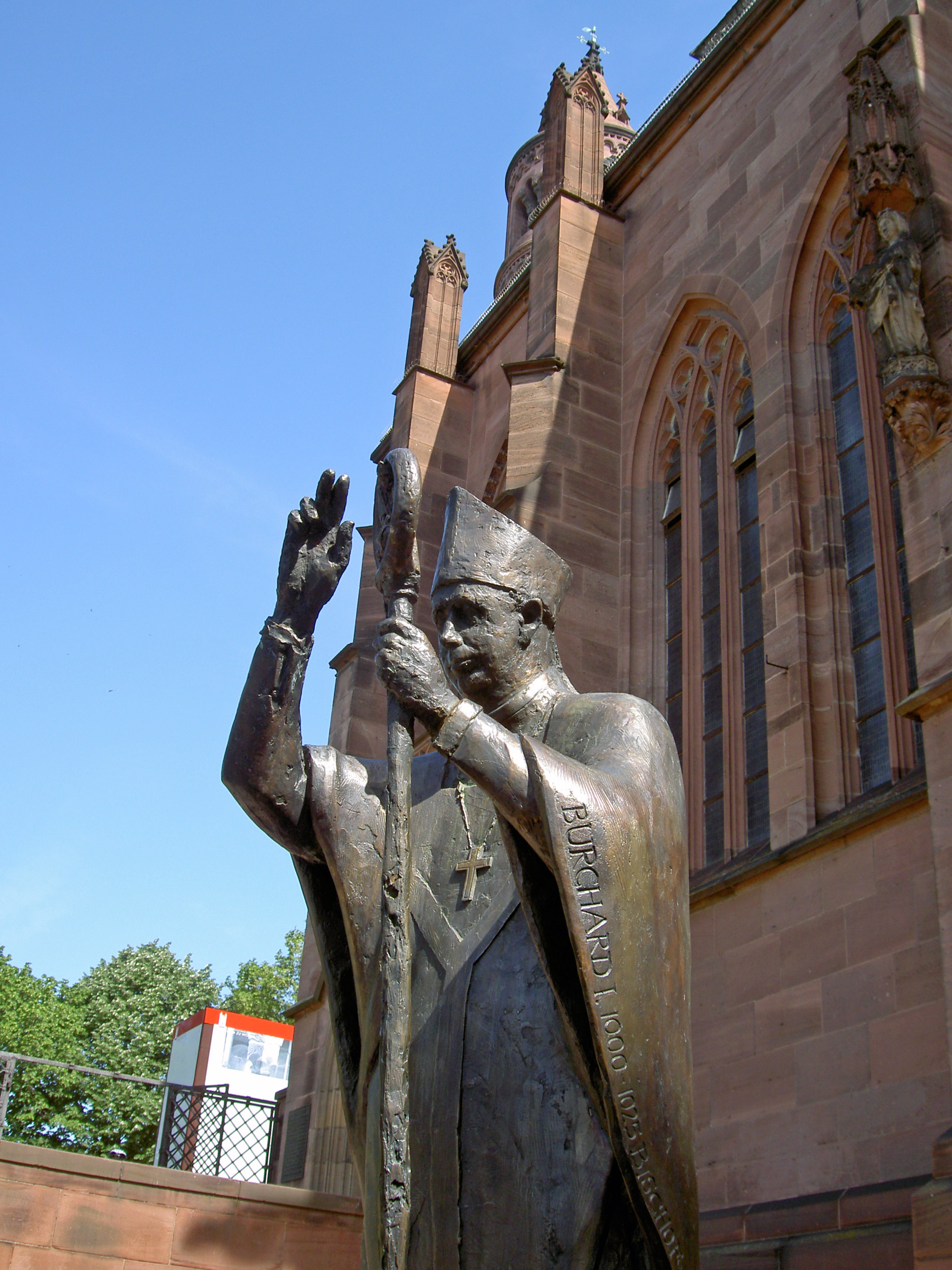
沃尔姆斯主教座堂沃爾姆斯之布爾查德紀念銅像.

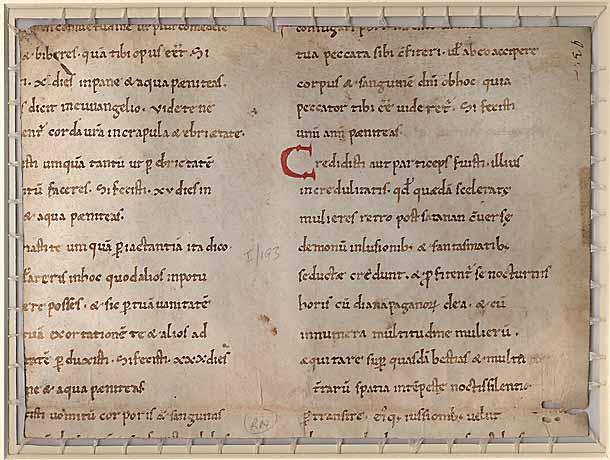
布爾查德所撰寫的法令(法律格言).

布爾查德法律格言（Brocard）是指拉丁文的法律格言。嚴格來講、起源於傳統的法律相關機構組織，甚至來自古羅馬時期。該詞是神聖羅馬帝國德國沃爾姆斯主教布爾查德其名称拉丁化的變體，布爾查德主教編寫了20卷教會規則。

## 拉丁文格言條項
Actori incumbit onus probatio原告承擔擧證責任。舉證責任由原告、上訴者、索賠人，或請求人所承擔；即舉證責任落在起訴方。
Actio libera in causa原因自由行为。為了進行犯罪而自願故意地喝醉或者引起精神疾病之人，在某些情況下可能被追究該罪行的責任；即使在他進行犯罪行為時他可能已經醉酒且有不自願地行爲。
Ei incumbit probatio qui dicit无罪推定原则。事實主張者需負擧證責任。一個人在被證明有罪之前，是以無罪推定的。
Ex factis jus oritur法律源于事实。國際法中的一項原則，即在考慮某些類型問題是否合法性時，必須考慮到所有的實際情況。
Fiat justitia ruat caelum即使昊天崩塌，也要秉行公正。
Ignorantia juris non excusat不知法律不免責。不知道自己的行為是受到法律所禁止，以之不能做爲辯護的理由。
Lex retro non agit不溯及既往原則。法律不能將執行其時合法的事實行爲定為非法。參見追溯法令。
Nulla poena sine lege 或 Nullum crimen, nulla poena sine praevia lege poenali罪刑法定原則、亦稱罪刑法定主義。（1）不能因做某項法律未禁止的行為而受到起訴。（2）也不能因在其時與地做法律條文所沒有禁止的某一事實而受到起訴，縱然法律條文定在某一事實發生其時才開始制定。即禁止追溯法令的一種形式。

## 外部連結
- 维基词典中的词条「brocard」